# 隆の山俊太郎
隆の山 俊太郎（たかのやま しゅんたろう、1983年2月21日 - ）は、チェコ共和国・プラハ市出身で田子ノ浦部屋（入門時は鳴戸部屋）に所属した元大相撲力士。本名はパヴェル・ボヤル（ローマ字表記：Pavel Bojar）。現役時代の体格は身長186cm、体重101kg、血液型はB型。得意手は左四つ、上手投げ。最高位は西前頭12枚目（2012年7月場所）。愛称は、本名由来の「パヴェル」ないし「パベル」。

## 来歴

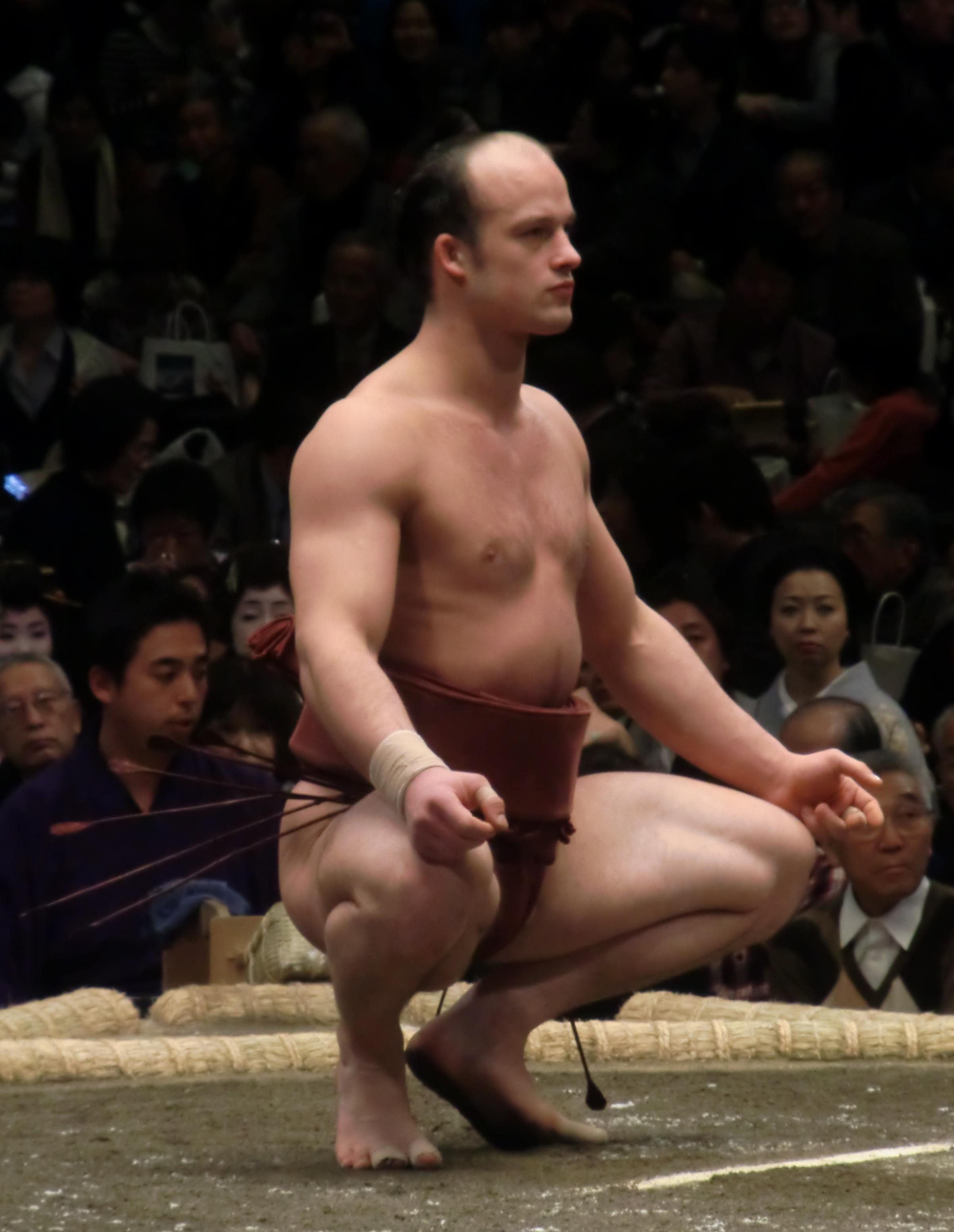
2012年1月場所

### 入門まで
1983年2月21日、チェコスロバキア連邦（現・チェコ共和国）の首都プラハ市で生まれる。3歳の時に父を亡くし、裕福ではない母子家庭で育ったが、7歳から始めた柔道の腕前と志を買われてプラハ市内の国立スポーツギムナジウムに進学し柔道を学んだ。
同学在学中にプラハ市内の相撲クラブにも通って相撲をたしなみ、2000年に両国国技館で開催された世界ジュニア相撲選手権大会において軽量級3位に入賞。実は当初チェコ代表チームの人数が足りない中でチェコ相撲協会から助っ人を頼まれるという経緯を辿っており、本格的に稽古していたのは大会前の2ヶ月程度であったという。この大会での活躍によりチェコの協会から「プロを目指してみないか」と声がかかり、パヴェルは悩んだ末「言葉も分からない国。でも関取を目指して挑戦してみたい」と決心を固めた。「相撲を世界に広めるには、外国の人に見てもらうことが重要」という13代鳴戸親方（元横綱隆の里）の持論に触れたチェコ人の知人の紹介により鳴戸部屋へ入門、2001年11月場所に初土俵を踏んだ。同期生は後の横綱・鶴竜。相撲教習所時代は鶴竜と2人共にランニングで先頭を走るなど準備体操も張り切って行う面があったといい、「毎朝2人で先頭を走り、『寒いから早く走って中で暖まろうぜ』と片言の日本語で話していました」と当時を振り返ったこともある。

### 関取昇進まで
弟弟子の稀勢の里の付け人を長年務め、時折テレビの相撲中継に映ることもあり、端正な顔立ちとその身体能力から通常は注目度の低い取的時代から好角家の人気を集めたが、初土俵から5年たっても入門時の88kgよりたった3kgしか増えず、2009年度まで体重が100kgを超えることがなかった。脂肪が付きにくい体質に加えて大変稽古熱心であるため非常に筋肉質であり、いわゆるソップ型力士の典型とされる。30年近く相撲教習所で新弟子を見続けてきた大山親方（元幕内大飛）は「たいていの子は教習所卒業後、見かけるたびに『また大きくなったな』と思う。でも彼はいつまでたっても変わらなかった」と振り返っている。少しでも太らせようと師匠の鳴戸も頭をひねった。餅を1度に15個与えたり、欧州出身だから食べやすかろうとジャガイモをふかして食べさせたりもした。部屋のちゃんこが終わったあと、特別に夜食を作ってやると、夜の9時から1時間ほどかけて、部屋の事務所に座りため息をつきながら食べていたという。こと増量に関しては生前鳴戸自らが「兄弟弟子がひがむんじゃないか」と語るほど熱心に協力していた。後年本人がこれについて「今までどれだけ食べても体重が増えなかった。食べなくてもやせなかった。増えないし減らないのは、お相撲さんとしては苦しい」と思いの丈を明かしている。
2003年3月場所には幕下に昇進するも以降なかなか番付を上げることができず幕下と三段目を5往復するなど伸び悩んでいたが、5度目の幕下昇進となった2008年7月場所に5勝2敗の成績を残してからは幕下に定着し、2009年以降は幕下上位に番付を上げて2011年5月技量審査場所において東幕下2枚目で5勝2敗の成績をおさめ、同年5月25日の番付編成会議において新十両昇進が決定された。

### 幕内昇進まで
西十両5枚目で迎えた翌7月場所では12日目に武州山を土俵際の掬い投げで破り勝ち越し、最終的には10勝5敗。13日目の妙義龍戦での送り投げが繰り返しテレビで報じられるなど、魅せる相撲で注目を集めた。翌9月場所での新入幕が決定し、年6場所制では大輝煌、市原に次いで3人目となる十両一場所通過となった。同時に、舞の海以来となる100kg未満の幕内力士となった。しかしその9月場所は5勝10敗の成績に終わり十両陥落。この場所後の9月26日、4歳年上の日本人女性と婚約したことを発表。同年5月に第1子（長女）が誕生している。その直後に『週刊新潮』2011年11月3日号で体重増加のためにインスリン投与をしていた問題が報じられた際には、糖尿病治療のため処方されたインスリンを鳴戸親方（当時。元横綱・隆の里）から注射されていたことを認めた。インスリンは世界アンチ・ドーピング機関の禁止薬物に指定されているが、日本相撲協会の規定では禁止されておらず、協会は注意にとどめ処分を行わない方針となった。

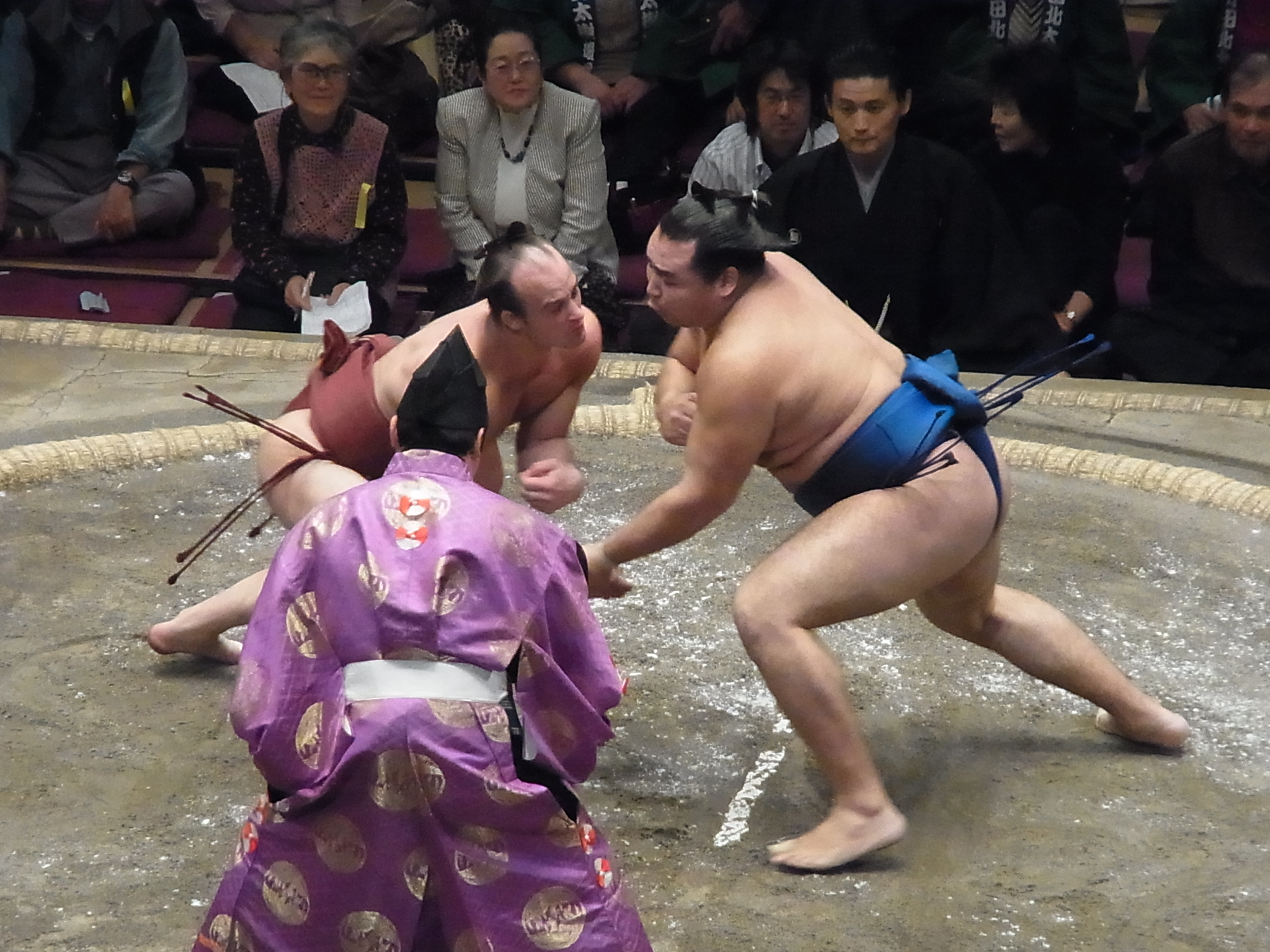
明治神宮例祭奉祝 奉納70回全日本力士選士権大会 相手は鶴竜関（2011年10月3日撮影）
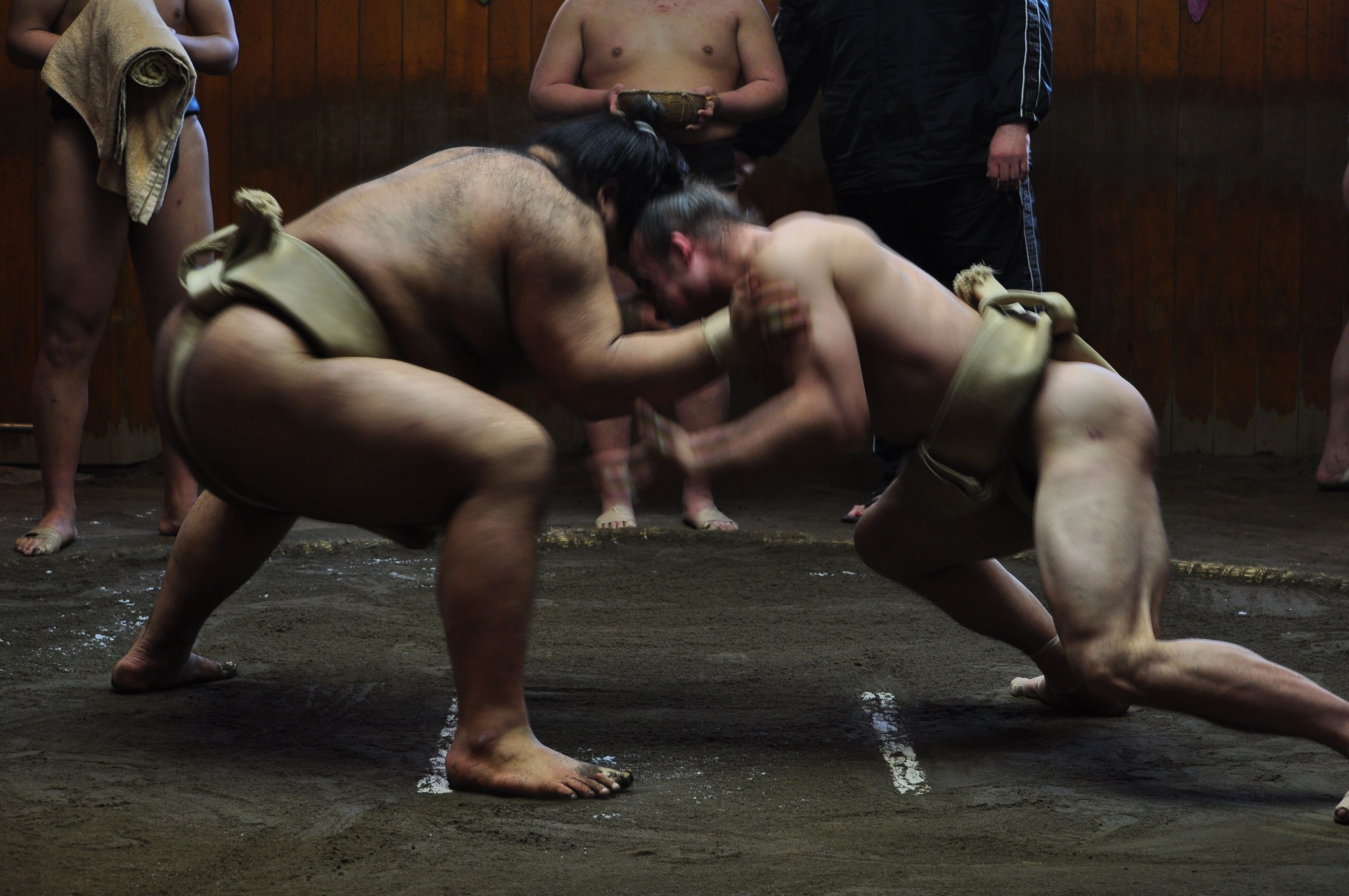
稽古場 相手は高安関（2014年1月2日撮影）

### 低迷、そして引退
しばらく幕内下位と十両上位の往来が続いていたが、2012年7月場所から手繰りが通用しなくなり出し7場所連続で負け越している。2013年7月場所は10日目まで2勝8敗と大苦戦したが、終盤に5連勝して7勝8敗に漕ぎ着けた。2013年9月場所には一本背負いを試して自滅するパターンが目立ち5勝10敗の成績に終わり、ついに14場所務めた関取の座から陥落することが決定した。翌11月場所も5番相撲を取り終えた時点で2勝3敗となるなど調子が上がらなかったが、7番相撲は入れ替え戦として肥後ノ城と対戦してこれに勝利したことで4勝3敗に漕ぎ着け1年半ぶりの勝ち越しと場所後の再関取昇進を果たす。再十両となる2014年1月場所は10日目で負け越しを決定し、4勝11敗で場所を終えたことで再び幕下陥落を余儀なくされる。幕下3枚目で迎えた3月場所は4勝3敗で勝ち越し、場所後の十両復帰を決めたものの、再び大負けをして幕下に陥落。陥落した7月場所は、2日目の川端との取組で左腕を故障し休場、（3日目の武蔵海戦は不戦敗）、関取復帰の見込みが無くなったことを理由にこの場所の12日目に引退を発表した。引退会見で隆の山は入門時の師匠であった13代鳴戸を偲んで「すごく勉強させてもらい、自分の夢のために頑張れた」と感謝の思いを述べた。会見では思い出の取組として2011年5月場所13日目の7番相撲で天鎧鵬と対戦したことを挙げており「あれだけでかい人をうっちゃれたことは信じられない」と振り返った。本場所に限らず2012年2月の大相撲トーナメントで白鵬と対戦した経験も良い思い出であったと口にしており、敗戦はしたが「本場所で届かない位置にいる人。横綱と相撲を取ることができたのはうれしかった」と満足した様子を表していた。ちょうどこの日は弟弟子の髙安が10勝2敗と幕内優勝を争っていた状況であり、その高安からは「15歳で入門した時にいろんな指導を受けたので、寂しい気持ちはあります」と感謝の言葉を贈られた上に、稽古場で隆の山の機動力に手を焼いていたことから「熱くなって稽古ができた」と称賛された。断髪式は同年9月7日に行われ、同期初土俵の鶴竜や師匠など約90人がハサミを入れた。断髪後の髪型は丸刈りとなり、同部屋の稀勢の里からは俳優のジェイソン・ステイサムに似ていると言われた。
日本国籍を取得していないため引退後は日本相撲協会に残らず母国チェコへ帰国して日本語を活かした職業に就業する希望を明かしている。

## 取り口
100キロに満たない軽量であるのに反し、相撲は真っ向勝負の傾向があった。その正攻法の相撲故、地力の通用する十両では大勝したが、やはり軽量が災いし幕内の壁には阻まれ十両に陥落というパターンを何度か繰り返した。新十両時よりその軽量から発揮される高い機動力が注目されたが本人曰く「技の名前もよく知らないし、狙って出す余裕もない」とのことであり、このころはあくまでも流れで繰り出す副次的な取り口として位置づけられていた。体格面での不利から、師匠の鳴戸親方（元幕内・隆の鶴）からは「場所中2・3度は変化を入れた方がいい」という、異例のアドバイスを受けたことがある。本人も相撲が正直過ぎるところの反省を生かし、2012年1月場所では積極的に掛け投げを取り入れた。2012年7月場所からは立合いで当たらずすぐに手繰りを狙う機動型の取り口に変えたが次第に取り口から圧力が無くなっていったことで却ってこれが通用せず、8場所連続で小幅の負け越しを繰り返していた。2013年9月場所に一本背負いを積極的に試したことが裏目に出て5勝10敗の負け越しを喫したこともある。引退時には体重が95kgを切るなど体力の衰えが顕著であった。

## 主な成績

### 通算成績
- 通算成績：325勝318敗9休 勝率.505
- 幕内成績：26勝49敗 勝率.347
- 十両成績：76勝89敗 勝率.461
- 幕下成績：133勝123敗9休 勝率.520
- 三段目成績：59勝39敗 勝率.602
- 序二段成績：26勝16敗 勝率.619
- 序ノ口成績：5勝2敗 勝率.714
- 前相撲成績：1場所
- 現役在位：76場所
- 幕内在位：5場所
- 十両在位：11場所
- 幕下在位：38場所
- 三段目在位：14場所
- 序二段在位：6場所
- 序ノ口在位：1場所

### 場所別成績
| | 一月場所 初場所（東京） | 三月場所 春場所（大阪） | 五月場所 夏場所（東京） | 七月場所 名古屋場所（愛知） | 九月場所 秋場所（東京） | 十一月場所 九州場所（福岡） |
| --- | ----------------------- | ----------------------- | ----------------------- | --------------------------- | ----------------------- | --------------------------- |
| 2001年 （平成13年） | x                       | x                       | x                       | x                           | x                       | （前相撲）                  |
| 2002年 （平成14年） | 西序ノ口29枚目 5–2      | 東序二段92枚目 5–2      | 東序二段47枚目 2–5      | 東序二段75枚目 6–1          | 東序二段6枚目 3–4       | 西序二段19枚目 5–2          |
| 2003年 （平成15年） | 西三段目83枚目 3–4      | 東序二段2枚目 5–2       | 東三段目71枚目 4–3      | 東三段目54枚目 3–4          | 東三段目71枚目 6–1      | 東三段目16枚目 1–6          |
| 2004年 （平成16年） | 東三段目46枚目 6–1      | 西幕下56枚目 4–3        | 東幕下48枚目 2–5        | 西三段目9枚目 3–4           | 東三段目28枚目 4–3      | 西三段目14枚目 3–4          |
| 2005年 （平成17年） | 西三段目28枚目 6–1      | 西幕下47枚目 5–2        | 東幕下35枚目 4–3        | 東幕下25枚目 4–3            | 西幕下17枚目 4–3        | 東幕下15枚目 2–5            |
| 2006年 （平成18年） | 西幕下29枚目 3–4        | 東幕下35枚目 4–3        | 西幕下27枚目 2–5        | 東幕下45枚目 5–2            | 西幕下29枚目 3–4        | 西幕下36枚目 4–3            |
| 2007年 （平成19年） | 西幕下27枚目 2–5        | 西幕下49枚目 3–4        | 東三段目3枚目 6–1       | 西幕下30枚目 2–5            | 東幕下46枚目 0–2–5      | 東三段目22枚目 4–3          |
| 2008年 （平成20年） | 西三段目8枚目 5–2       | 西幕下48枚目 3–4        | 東三段目筆頭 5–2        | 東幕下41枚目 5–2            | 西幕下28枚目 5–2        | 西幕下13枚目 4–3            |
| 2009年 （平成21年） | 西幕下9枚目 3–4         | 西幕下13枚目 3–4        | 東幕下20枚目 5–2        | 西幕下11枚目 5–2            | 西幕下4枚目 3–4         | 東幕下10枚目 4–3            |
| 2010年 （平成22年） | 西幕下6枚目 3–4         | 東幕下10枚目 4–3        | 東幕下6枚目 5–2         | 東幕下3枚目 1–6             | 東幕下20枚目 4–3        | 西幕下14枚目 4–3            |
| 2011年 （平成23年） | 西幕下10枚目 6–1        | 八百長問題 により中止   | 東幕下2枚目 5–2         | 西十両5枚目 10–5            | 西前頭15枚目 5–10       | 西十両3枚目 9–6             |
| 2012年 （平成24年） | 東前頭14枚目 6–9        | 西前頭16枚目 4–11       | 東十両4枚目 11–4        | 西前頭12枚目 5–10           | 東前頭16枚目 6–9        | 東十両4枚目 7–8             |
| 2013年 （平成25年） | 東十両5枚目 6–9         | 西十両8枚目 6–9         | 西十両10枚目 7–8        | 西十両11枚目 7–8            | 西十両12枚目 5–10       | 西幕下2枚目 4–3             |
| 2014年 （平成26年） | 西十両12枚目 4–11       | 東幕下3枚目 4–3         | 西十両14枚目 4–11       | 西幕下6枚目 引退 0–2–4      | x                       | x                           |
| 各欄の数字は、「勝ち-負け-休場」を示す。 優勝 引退 休場 十両 幕下 三賞：敢=敢闘賞、殊=殊勲賞、技=技能賞 その他：★=金星 番付階級：幕内 - 十両 - 幕下 - 三段目 - 序二段 - 序ノ口 幕内序列：横綱 - 大関 - 関脇 - 小結 - 前頭（「#数字」は各位内の序列） |                         |                         |                         |                             |                         |                             |

### 幕内対戦成績
| 力士名   | 勝数 | 負数 | 力士名     | 勝数 | 負数 | 力士名 | 勝数 | 負数 | 力士名   | 勝数 | 負数 |
| -------- | ---- | ---- | ---------- | ---- | ---- | ------ | ---- | ---- | -------- | ---- | ---- |
| 碧山     | 0    | 1    | 朝赤龍     | 2    | 2    | 旭日松 | 0    | 1    | 勢       | 2    | 0    |
| 隠岐の海 | 0    | 1    | 魁聖       | 2    | 1    | 臥牙丸 | 0    | 2    | 北太樹   | 1    | 2    |
| 木村山   | 0    | 2    | 旭秀鵬     | 0    | 1    | 旭天鵬 | 0    | 3    | 黒海     | 0    | 1    |
| 磋牙司   | 0    | 1    | 佐田の富士 | 1    | 3    | 翔天狼 | 1    | 1    | 大道     | 0    | 4    |
| 宝富士   | 2    | 1    | 玉飛鳥     | 1    | 1    | 玉鷲   | 2    | 1    | 千代大龍 | 0    | 2    |
| 千代の国 | 0    | 2    | 天鎧鵬     | 0    | 2    | 土佐豊 | 2    | 0    | 栃乃若   | 0    | 2    |
| 鳰の湖   | 1    | 0    | 富士東     | 2    | 2    | 寶智山 | 1    | 2    | 舛ノ山   | 0    | 1    |
| 雅山     | 0    | 2    | 芳東       | 2    | 0    | 嘉風   | 2    | 1    | 若荒雄   | 0    | 1    |

## 改名歴
- 隆の山 俊太郎（たかのやま しゅんたろう） 2001年11月場所 - 2014年7月場所